# Concressault
Concressault település Franciaországban, Cher megyében. Lakosainak száma 196 fő (2022. január 1.). Concressault Barlieu, Blancafort, Dampierre-en-Crot és Oizon községekkel határos.

## Népesség
A település népessége az elmúlt években az alábbi módon változott:
| Lakosok száma | 261  | 216  | 236  | 224  | 215  | 206  | 204  | 202  | 201  | 196  |
|               | 1968 | 1982 | 1990 | 2006 | 2013 | 2015 | 2017 | 2019 | 2020 | 2022 |